# Grb Kosova
Grb Republike Kosovo, ki ga je kosovski parlament sprejel ob razglasitvi neodvisnosti 17. februarja 2008, prikazuje tako kot zastava šest belih zvezd, ki se nahajajo v loku nad zlatim obrisom kosovskega ozemlja. Ozadje grba je modro, obrobljen pa je z zlato obrobo. 